# Lichenopeltella epiphylla
Lichenopeltella epiphylla är en lavart som beskrevs av R. Sant. 1988. Lichenopeltella epiphylla ingår i släktet Lichenopeltella och familjen Microthyriaceae.   Inga underarter finns listade i Catalogue of Life.